# Remiszew Mały
Remiszew Mały [rɛˈmiʂɛf ˈmawɨ] est un village polonais de la gmina de Repki dans le powiat de Sokołów et dans la voïvodie de Mazovie, au centre-est de la Pologne.
Il est situé à environ 8 kilomètres à l'est de Sokołów Podlaski et à 94 kilomètres à l'est de Varsovie.